# Hovedstadens Sygehusfællesskab
Hovedstadens Sygehusfællesskab (forkortet H:S) var en organisation, som blev oprettet 1. januar 1995 med det formål at drive sundhedsvæsnet – herunder sygehusene – i Københavns og Frederiksberg kommuner. Således omfattede opgaverne også det præhospitale område, samt privatpraktiserende læger og speciallæger.
Foruden de fire hospitaler i København og på Frederiksberg (Rigshospitalet, Amager, Bispebjerg og Frederiksberg), drev man desuden Hvidovre Hospital, det psykiatriske hospital Sct. Hans i Roskilde, samt H:S Apoteket.
Som led i Strukturreformen blev Hovedstadens Sygehusfællesskab nedlagt med udgangen af 2006, og dets opgaver bliver nu varetaget af Region Hovedstaden.